# Dekanat Rzeszów Północ
Dekanat Rzeszów Północ – dekanat diecezji rzeszowskiej.  
Dekanat Rzeszów Północ składa się obecnie z 11 parafii:
- Jasionka, pw. św. Stanisława Kostki,
- Łąka, pw. św. Onufrego,
- Łukawiec, pw. Miłosierdzia Bożego,
- Łukawiec, pw. św. Piotra i Pawła,
- Nowa Wieś, pw. Dobrego Pasterza,
- Rzeszów, pw. św. Józefa,
- Rzeszów, pw. bł. Jana Balickiego
- Stobierna, pw. Niepokalanego Serca NMP,
- Terliczka, pw. Matki Bożej Fatimskiej,
- Trzebownisko, pw. św. Wojciecha i Niepokalanego Poczęcia NMP,
- Wólka Podleśna, pw. św. Jadwigi Królowej.

Ostatniej zmiany w dekanacie dokonał bp rzeszowski Jan Wątroba, 22 sierpnia 2022 r. włączając nową parafię pw. bł. ks. Jana Balickiego w Rzeszowie (Staromieście - Ogrody).